# 코리 몬티스
코리 앨런 마이클 몬티스(Cory Allan Michael Monteith, 1982년 5월 11일 ~ 2013년 7월 13일)는 캐나다의 배우, 음악가이다. 폭스 드라마 《글리》(2009-13)에 핀 허드슨 역으로 출연하면서 인지도를 얻었다. 2013년 7월 13일 밴쿠버 페어몬트 퍼시픽 림 호텔에서 죽은 채로 발견되었다.

## 출연 작품

### 영화
- Killer Bash (2005)
- 딥 블루 씨: 크라켄 (2006)
- 내 생애 가장 징글징글한 크리스마스 (2006)
- 데스티네이션 3: 파이널 데스티네이션 (2006)
- Hybrid (2007)
- 인비저블 (2007)
- 화이트 노이즈 2 (2007)
- 위스퍼 (2007)
- 글리: 더 3D 콘서트 무비 (2011)
- 몬테 카를로 (2011)
- Sisters & Brothers (2011)
- All the Wrong Reasons (2013)
- 맥카닉: 마지막 추격 (2013)

### 텔레비전
- 카일 XY (2006)
- 미스트리스 (2009)
- 글리 (2009-13)